# ニューメキシコ州会議事堂

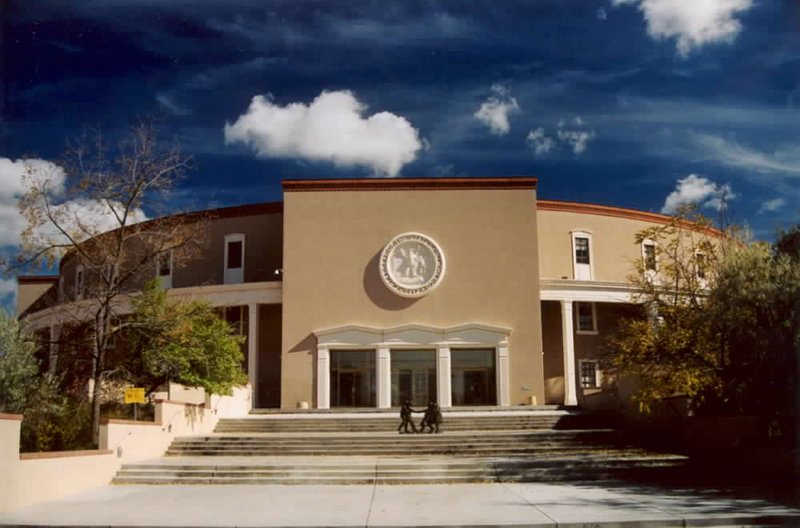
ニューメキシコ州会議事堂

ニューメキシコ州会議事堂（ニューメキシコしゅうかいぎじどう、New Mexico State Capitol）は、アメリカ合衆国ニューメキシコ州の州都サンタフェに立地する同州議会の議事堂。この議事堂はアメリカ合衆国内で唯一、円柱形をした庁舎で、上から見ると4ヶ所の出入口とあわせて、ニューメキシコ州旗にも描かれているジア族の太陽のシンボルのようにも見える。庁舎はその形状から「ラウンドハウス」（Roundhouse）とも呼ばれている。
建築様式としては、この庁舎はニューメキシコの植民地時代の様式と新古典主義建築の両方の影響を受けている。この建物は約22,000m²の面積を有している。建物の中央にあるロタンダは直径約15m、高さ約18mで、トルコ石と真鍮モザイクのニューメキシコ州章が埋め込まれ、ニューメキシコ産の石灰華で仕上げられている。ネイティブ・アメリカンの籠編みを模した天窓には、空と大地を現す青とペールピンクのステンドグラスがはめこまれている。庁舎の周囲は約26,000m²におよぶ庭園に囲まれている。庭園には100種以上の植物が植えられ、陶器を持ったプエブロ族のネイティブ・アメリカンの銅像が立っている。
建物の内部は地上3階、地下1階の4階層である。地下1階はニューメキシコ州議会の上下両院の本会議場となっており、一般人は立ち入ることができない。見学客や傍聴者は1階にある傍聴席から本会議場を見ることができる。南側には下院の傍聴席286席が、北側には上院の傍聴席206席がそれぞれ設けられている。2階には主に各委員会の事務所が並び、3階には知事室がある。また、3階のバルコニーにはニューメキシコ州の33郡の郡旗が常に掲げられている。
1966年に完成したこの庁舎はニューメキシコ州会議事堂としては5代目となるもので、フロリダ州会議事堂（1978年完成）、ハワイ州会議事堂（1969年完成）に次ぐ、全米の州会議事堂の中では3番目に新しい庁舎である。しかし、ニューメキシコ州会議事堂自体は長い歴史を持っており、その歴史はスペイン植民地時代の1610年に建てられた総督邸にさかのぼる。総督邸は1846年にニューメキシコがアメリカ合衆国に併合されると、設立された準州の議事堂となり、その後40年間にわたって準州会議事堂としての役割を果たした。現在では、総督邸は博物館として一般に公開され、サンタフェの観光名所の1つにもなっている。
2代目の庁舎の建設は1850年、ニューメキシコの州昇格の期待が高まる中で始まった。しかし、建設資金がすぐに底をつき、1855年に1階部分だけが完成した状態で建設が中止された。その後31年間にわたってこの「建設中」の庁舎は1階部分だけのまま放置された。1886年にやっと2階部分と屋根が完成したものの、その頃には既に新しい準州会議事堂が完成しており、この庁舎が正式に州会議事堂として使われることはなかった。ただし、1892年から1900年にかけて、一時的に州会議事堂として使われていた。その代わり、この庁舎は準州の（のちに連邦の）地方裁判所として使われることになり、現在もサンタフェでは珍しいギリシア復古様式の建物として、当時の姿のまま残っている。
1886年に完成した3代目の庁舎は4階建てのビクトリア調で、想定の6倍の建設費を投じて建設された。しかし、ニューメキシコの住民の間では、この庁舎の評判はあまり良くはなかった。完成から6年後の1892年、突然の火災によりこの庁舎は焼失した。庁舎に対する評判のあまりの悪さから放火も疑われたが、結局、火災の原因が突き止められることはなかった。
その後、しばらくは庁舎は建てられず、2代目の庁舎が臨時の州会議事堂として使われていた。4代目となる庁舎が建てられたのは1900年のことであった。3代目の庁舎とは反対に、この4代目の庁舎は簡素な3階建てで、建設費もわずか140,000ドル（当時）に抑えられた。1912年1月6日、当時の大統領ウィリアム・タフトは、この庁舎でニューメキシコの連邦47番目の州への昇格を宣言した。この庁舎はラウンドハウスが完成するまで、60年以上にわたって州会議事堂としての役割を果たした。

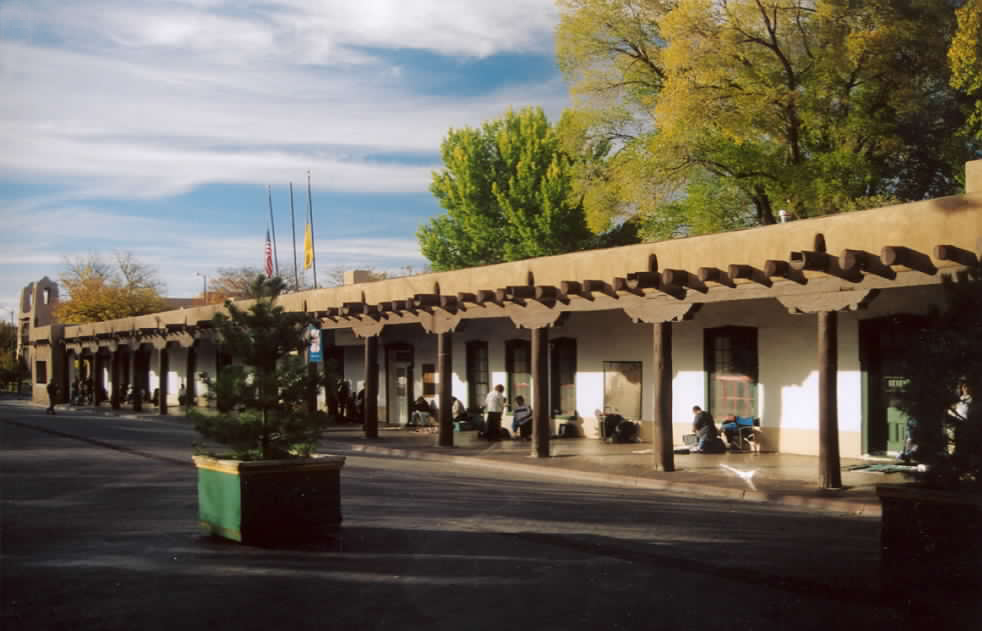
総督邸
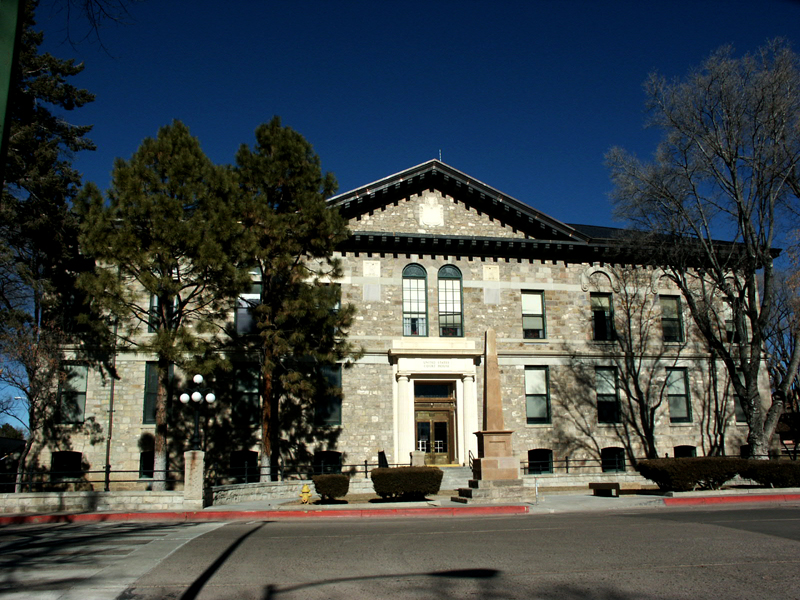
連邦地方裁判所
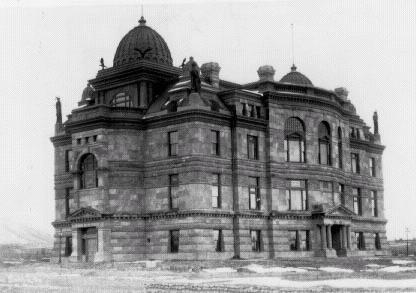
3代目の庁舎
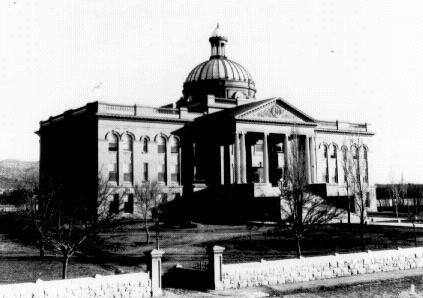
4代目の庁舎